# Xenylla orientalis
Xenylla orientalis är en urinsektsart som beskrevs av Eduard Handschin 1932. Xenylla orientalis ingår i släktet Xenylla och familjen Hypogastruridae. Inga underarter finns listade i Catalogue of Life.